# Fritz Bohnenblust
Fritz Bohnenblust (geb. 1898 in Eriswil; gest. 1979 in Merligen) war ein Schweizer Lehrer, Amateurfotograf, Versand-Bibliothekar, Publizist und Kulturförderer.

## Leben und Werk
Fritz Bohnenblust absolvierte das Lehrerseminar Muristalden in Bern. Als Reformpädagoge unterrichtete er von 1918 bis 1951 die siebte bis neunte Klasse im Schulhaus Thal im Dürrengraben (der heutigen Talschaft Heimisbach in Trachselwald).
Zusammen mit seiner Ehefrau Rösi, geborene Beutler, leitete er von 1951 bis 1953 eine Rehabilitationsstätte für Strafentlassene in Gelterkinden. Danach unterrichtete Fritz Bohnenblust bis zu seiner Pensionierung 1963 die Primarklasse in Faulensee. Später lebte er bis zu seinem Tod 1979 in Merligen und unterrichtete für ein Schuljahr an einer Schule für Kinder von Mitarbeitern der Basler Mission in Kamerun.
Als Amateurfotograf dokumentierte Fritz Bohnenblust seinen Schulalltag und den Alltag der Bevölkerung. Auch hielt er öffentliche Lichtbildvorträge und zeigte Filme für Schüler und Erwachsene. Bohnenblust war an biologischer Landwirtschaft interessiert und als Versand-Bibliothekar für die Schweizerische Jungbauernbewegung tätig. So betreute er in den 1930/1940er-Jahren die 1700 Bücher umfassende Versandbibliothek der Jungbauernbewegung vom Schulhaus Thal. Daraus bediente er Ortsgruppen der Jungbauern sowie Bauernfamilien.
Fritz Bohnenblust redigierte zudem das Publikationsorgan Vorspann des Schweizer Verbands Abstinenter Bauern (SVAB). Auch publizierte er regelmässig in der von Hans Müller herausgegebenen Zeitschrift Kultur und Politik.
Eine Sonderausstellung im Simon-Gfeller-Museum im alten Schulhaus Thal in Heimisbach ist Fritz Bohnenblust Leben und Wirken gewidmet.